# Lake Whatumā
Der Lake Whatumā, der auf vielen neuseeländischen Karten noch Hatuma Lake genannt wird, ist ein See in der Region Hawke’s Bay auf der Nordinsel von Neuseeland.

## Namensherkunft
Whatumā ist der korrekt geschriebene Name des Sees. In der Sprache der Māori besitzt der See sogar noch einen längeren Namen und wird „te wāhi e mākona ai te whatumanawa o te tangata“ genannt, was übersetzt soviel bedeutet wie: „der Ort, an dem der Lebensunterhalt der Menschen zu bestreiten ist“.

## Geographie
Der Lake Whatumā befindet sich rund 3,0 km nordöstlich vom Ortszentrum von Waipukurau, einer kleinen Stadt, die an der Bahnlinie der Palmerston North – Gisborne Line liegt. Auch der See liegt nur rund 660 m östlich entfernt. Der Lake Whatumā umfasst eine Fläche von rund 1,44 km² und erstreckt sich über eine Länge von rund 1,8 km in Südsüdwest-Ostnordost-Richtung sowie über eine maximale Breite von rund 970 m in Westnordwest-Ostsüdost-Richtung.
Gespeist wird der See von zahlreichen kleinen und längeren Streams aus dem Umland sowie vom Grundwasser, das von dem Tukituki River stammt. Entwässert wird nach Südosten über den Kiorerau Stream, der in den Mangaohara Stream und in Folge in den Mangatarata Stream mündet, der die Wässer schließlich etwas weiter östlich dem Tukituki River zuträgt.